# Leucania postnigra
Leucania postnigra là một loài bướm đêm trong họ Noctuidae.